# Dichaea mattogrossensis
Dichaea mattogrossensis är en orkidéart som beskrevs av Alexander Curt Brade. Dichaea mattogrossensis ingår i släktet Dichaea och familjen orkidéer. Inga underarter finns listade i Catalogue of Life.